# Juremir Vieira
Juremir Vieira (Porto Alegre, 3 de novembro de 1962) é um cantor lírico brasileiro.

## Biografia
Começou no coral da PUCRS(Pontificia Universidade Catolica do RS),universidade onde cursou Engenharia eletronica. Logo apos, participou de diversos corais de camera e também de música renascentista.  Seguiu sua formação de canto com Lori Keller, na Escola de Música da Orquestra Sinfonica de Porto Alegre, em meados de 1991.
Vieira fez seu debut artístico em 1989 em Porto Alegre, nos papéis de Borsa em "Rigoletto" e Monostatos, na Flauta Mágica, de Mozart. Em seguida, interpretou os papéis protagônicos em "Il matrimonio segreto", de Cimarosa, em "Um romance gaúcho", de Tasso Rangel, em "Cosí fan tutte" e em "La Bohème".
Como parte do prêmio por ter vencido o concurso de jovens solistas da Orquestra Sinfônica de Porto Alegre (OSPA), em 1992, apresentou-se na Sala de Concertos do Memorial da América Latina, em São Paulo, sob a direção do Maestro Tibiriça. No mesmo ano, venceu o primeiro Concurso Nacional de Canto Lírico Carlos Gomes, na Escola de Música da cidade do Rio de Janeiro e, logo a seguir, foi convidado pelo maestro David Machado  para cantar Carmina Burana com a OSPA.
Juremir foi um dos vencedores do Concurso «Luciano Pavarotti - International Voice Competition», na Philadelphia, E.U.A., em 1995. No ano seguinte, foi pessoalmente escolhido por Luciano Pavarotti para cantar os papéis de Edgardo em Lucia de Lammermoor e o de Mario Cavaradossi em Tosca.

### Apresentações no Brasil
A partir de 1991, Juremir cantou diversos concertos e oratorios em Brasília, Curitiba, Porto Alegre e Belo Horizonte, sob a direcao musical de maestros renomados, tais como David Machado, H. Morelembaum, R. Tibiriçá e A. Escobar.  Muito breve, ele mereceu o reconhecimento do público e da crítica por suas interpretações de "Pinkerton" na ópera Madama Butterfly, em 1994, com o maestro John Neschling, e de "Liensky", em "Eugene Onegin" (1995), sob a condução de Isaac Karabtchevsky no Teatro Municipal de São Paulo.
Em 1996, encarnou o papel-título de O Guarani, de Carlos Gomes, em Florianópolis, SC,sob a batuta de Julio Medaglia, por ocasião das comemorações do centésimo aniversário de morte do grande compositor brasileiro e cantou o Requiem, de Verdi, no Festival de Inverno de Campos de Jordão.
Em 1998, cantou também a Flauta Mágica, de Mozart, em Porto Alegre. Em 1999, no Festival Amazonas de Ópera, estreou em Manaus, regido por Luiz Fernando Malheiro, em Madama Butterfly, e mais tarde interpretou a mesma opera em São Paulo, no Teatro Alfa, sob a regência de Isaac Karabtchevski e direção cênica de Carla Camurati.
Em 2000, cantou em Porto Alegre, no teatro da Ospa, sob a regencia do Maestro Tiago Flores, dois concertos em homenagem a Verdi, conjuntamente com a Soprano brasileira internacionalmente conhecida, Eliane Coelho. Um pouco antes, já havia interpretado o papel principal na ópera Carmela, de Araújo Viana, no teatro da Ospa, regido por Ian Bressan (gravada em cd).
Em 2003, Vieira repetiu o sucesso em Madama Butterfly, desta vez no Rio de Janeiro, conduzido por Sílvio Barbato. Em 2006, voltou a Manaus para interpretar Paolo, em Fosca, de Carlos Gomes. Posteriormente, em Campinas, cantou em Condor, também de Gomes, sob a batuta de Luiz Malheiro e, voltou a Belo horizonte, onde trabalhou pela primeira vez com o maestro Roberto Duarte, na produção grandiosa de Aída, de Verdi. 
Em 2009, voltou a Campinas, desta vez para interpretar Colombo, de Gomes.
Em 2015 cantou na Ilha de Marajó.

### Atuação internacional
Residindo na Suíça até 2012, Juremir  atuou continuamente por 14 temporadas no Stadttheater da cidade de St. Gallen, onde cantou o papel-título de "Fausto", de Gounod, o de "Pinkerton" em Madama Butterfly, o de "Gabriele Adorno" em "Simon Boccanegra", o de "Alfredo", em La Traviata, com a direção de Roberto Tolomelli, o papel de "Don José", em Carmen, de Bizet, com o maestro Daniele Callegari, o de "Foresto", na ópera Attila, de Verdi,sob a regencia de Carlo Franci, o de "Alfredo" em "Der Fledermaus", o de "Duque de Mantova" em "Rigoletto", o de "Rodolfo" em "La Bohème" , do "tenor italiano", em  "O Cavaleiro da Rosa", "Nabucco" , "Os Contos de Hoffmann", Pollione, em "Norma" e vários outros.
Como cantor-convidado, apresentou-se  como "Pinkerton", de Madama Butterfly, em Dublin(Irlanda). Em Brugge (Belgica), fez sucesso como "Duca", em Rigoletto.Na Suica, interpretou Foresto , em Attila, nas cidades de Solotur, Biel, Baden e Olten. Na Itália, como "Rodolfo" de Luisa Miller, em Pavia e Como; como Duca, em"Rigoletto", no Teatro Massimo de Palermo e "Don José", de Carmen, no Festival de Ravenna. Na Austria, cantou o papel de "Rinuccio", de Gianni Schicchi, com a Orquestra Nacional de Bratislava, em Klosterneuburg e "Macduff", da opera Macbeth, no Festival de Verao de Neuwaldegg, Viena. Alem disso, teve o seu talento reconhecido em Belgrado (Serbia), Parma (Itália) e Basel (Suica), em belissimos concertos. Em Bucareste(Romenia), cantou Simon boccanegra, Don Carlo e Tosca. Participou, na Franca, do Festival de verao de Potier, em Rigoletto, aclamado pela critica. Na alemanha, cantou em diversos teatros, tais como: Freiburg, Augsburg, Bremen, Karlsruhe e Mannheim,  em papeis diversos de operas  como Rigoletto, Tosca, Turandot, Luisa Miller, Macbeth, Simon Bocannegra, Madama Butterfly e Lucia di Lammermoor. Apresentou-se, também,  em salas importantes na Alemanha,tais como Konzert Saal, em Frankfurt e Philarmonie Saal, em Berlin. Em 2009, estreou no difícil papel de Hermann, na ópera "A Dama de Espadas", de Tchaikovsky e em 2010 cantou em "Alzira", de Verdi.

### Repertório
Além dos papéis citados acima, Juremir Vieira têm sido ouvido no "Requiem" de Verdi; nas Missas em G e C e na Sinfonia n.º 9, de Beethoven;  na Missa de Santa Cecília, de Gounod; no Dixit Dominus, de Vivaldi; no Requiem, de Mozart; na Missa in tempore belli, de Haydn; na Cantata de Natal, de  Saint-Saëns; na Sinfonia n°2, Lobgesang, de Mendelssonn; no Requiem, de Dvorak e na Missa Criolla, de Ramirez.
Vieira também cantou na estréia da "Cantata Rei dos Reis", do compositor brasileiro Frederico Gerling Junior, em Porto Alegre.

## Discografia
- CD com as Cantatas de Natal, de Saint-Saëns
- CD opera Carmela, de A.viana
- CD Missa Criolla, de A. Ramirez
- CD do Requiem, de Dvorak